# Phước Đồng
Phước Đồng là một xã cũ thuộc thành phố Nha Trang, tỉnh Khánh Hòa, Việt Nam.

## Địa lý
Xã Phước Đồng nằm ở cửa ngõ phía nam thành phố Nha Trang, có vị trí địa lý:
- Phía đông giáp biển Đông
- Phía tây giáp các huyện Cam Lâm và Diên Khánh
- Phía nam giáp huyện Cam Lâm
- Phía bắc giáp các phường Vĩnh Trường, Phước Long và các xã Vĩnh Thái, Vĩnh Trung.

Xã có diện tích 56,65 km², dân số năm 2009 là 19.095 người, mật độ dân số đạt 337 người/km².

## Lịch sử
Địa bàn xã Phước Đồng trước đây là vùng đất căn cứ cách mạng Đồng Bò.
Sau khi miền Nam được giải phóng, chiến khu Đồng Bò trở thành vùng kinh tế mới tại Nha Trang. Đến cuối năm 1976, có 1.461 người chủ yếu là nhân dân các xã: Vĩnh Thái, Vĩnh Thạnh, Vĩnh Ngọc, Vĩnh Trường, Vĩnh Nguyên, Phương Sài vào định canh, định cư; sau này nhân dân một số tỉnh miền Trung như Quảng Trị, Quảng Nam, Quảng Ngãi... cũng vào định cư, chủ yếu là tại Đồng Bò Trung và Đồng Bò Hạ với ngành nghề chủ yếu là đốn củi, làm than, phát rẫy.
Ngày 27 tháng 3 năm 1978, Bộ trưởng Phủ Thủ tướng ban hành Quyết định 54-BT. Theo đó, thành lập xã Phước Đồng thuộc thành phố Nha Trang trên cơ sở vùng kinh tế mới Đồng Bò.